# Річард Нельсон Гейл
Сер Річард Нельсон «Вінді» Гейл (англ. Sir Richard Nelson "Windy" Gale; нар. 25 липня 1896, Вондсворт, Лондон — пом. 29 липня 1982, Кінгстон-апон-Темс, Лондон) — британський воєначальник, генерал британської армії. Учасник Першої та Другої світових воєн. У післявоєнний час продовжив службу в армії, 1958 році змінив на посаді заступника Верховного головнокомандувача союзними військами НАТО в Європі фельдмаршала Б.Монтгомері.

## Біографія

### Молоді роки
Річард Нельсон Гейл 25 липня 1896 року у районі Вондсворт, у Південному Лондоні в родині Вілфреда Гейла, торговця з Кінгстон-апон-Галла та Хелен Анн, уроджені австралійського Таунсвіля. Дитинство Річард провів в Австралії та Новій Зеландії, й тільки в 1906 році сім'я повернулась до Англії. Родина молодика часто переїздила, тому він навчався у приватній школі Мерчант Тейлор у Лондонському Сіті, після якої продовжував навчання в Алденгамській школі в Гартфордширі й нарешті в школі короля Едуарда VI у Стретфорд-на-Ейвоні у Ворикширі.
Військова кар'єра
- 22 грудня 1915 — другий лейтенант
- 1 листопада 1916 — тимчасове звання лейтенант
- 1 липня 1917 — лейтенант
- 26 лютого 1930 — капітан
- грудень 1938 — майор
- 25 жовтня 1939 — підполковник
- 5 вересня 1941 — полковник
- 5 вересня 1941 — бригадир
- 7 травня 1944 — майор-генерал
- 24 травня 1945 — лейтенант-генерал
- 6 червня 1952 — генерал

У липні 1913 року після здобуття загальної освіти, Р.Гейл спробував поступити до Королівської військової академії у Вулвіч (Лондон)і, щоб стати офіцером Королівської артилерії, однак не зміг здати вступні іспити, та за рекомендацією батька почав працювати страховим агентом. Невдовзі ця робота йому набридла і Річард записався на спеціальні додаткові курси, намагаючись підготувати себе до вступу у військову академію.

### Перша світова війна
У серпні 1914 року, коли в Європі спалахнула світова війна, Р. Гейл за медичними показниками не зміг вступити до армії рекрутом, та навіть не зміг попасти до частини Територіальних військ у Лондоні. Тільки за рік, літом 1915 року, він спромігся подолати усі випробування та поступити до Королівського військового коледжу у Сандгерсті. Навчання у військовому виші він завершив у грудні й 22 числа 1915 року був направлений для подальшого проходження служби до Вустерширського полку другим лейтенантом.
З прибуттям до полку Р. Гейл попросився на курси кулеметників, що проходили у тренувальному центрі Грантем у Лінкольнширі. Однак, хоча на навчання він не попав, 13 березня 1916 року молодого офіцера зарахували до кулеметного корпусу британської армії й незабаром відправили з підрозділом на Західний фронт. Його зарахували до 164-ї кулеметної роти 164-ї бригади 55-ї Вест-Ланкаширської піхотної дивізії.
Літом 1916 року Р. Гейл взяв участь у кривавій битві на річці Сомма, бився на Іпрському виступі, й вже 1 листопада 1916 року його підвищили у лейтенанти (тимчасове звання). У червні 1917 року він бився в другій мессенській битві, затяті бої розгорнулися за невеличкий бельгійський населений пункт Вайтшете (нід. Wytschaete). Однак у цих боях Гейл настільки фізично та морально виснажився, що в бойових діях за Пассендале взяти участі не міг. Офіцера відправили на лікування до Англії, де в нього діагностували складну форму періодонтиту.
У січні 1918 року лейтенант Р. Гейл повернувся на фронт, де його включили до 126-ї кулеметної роти 126-ї бригади 42-ї Іст-Ланкаширської піхотної дивізії. У середині березня з початком Весняного наступу кайзерівської армії Р.Гейл зі своїми кулеметниками прикривав вогнем відхід британської піхоти із займаних рубежів та позицій. За сміливість та бойові заслуги на фронті його нагородили Воєнним Хрестом. Незабаром офіцера підвищили в капітани. На Західному фронті він бився в Стоденній битві, і перебував на передньому краї до оголошення про кінець війни.

### Міжвоєнний період
Після завершення воєнних дій, у 1919 році Р. Гейл записався добровольцем до військ в Індії, куди прибув разом з майбутнім британським фельдмаршалом Дж. Гардінгом, а на той час таким самим субалтерном, як і Гейл. У подальшому служив у різних частинах британської армії в Британії та Індії. З 1930 до 1931 року проходив навчання у Командно-штабному коледжі у Кветті. Незважаючи на високі заслуги, бойовий досвід та добрі показники у службі просування молодого офіцера було повільним, він залишався субалтерном 15 років, поки 26 лютого 1930 року не був підвищений у капітани легкого піхотного полку герцога Корнуольсього.
У лютому 1932 року Р. Гейл призначений на посаду офіцера генерального штабу 3 рангу (англ. General Staff Officer Grade 3 (GSO3) в Індії, а 1 січня 1934 року став начальником штабу бригади. У січні 1936 року він завершив службу в Британській Індії та повернувся до Англії. У лютому 1937 року його підвищили в офіцери генштабу 2 рангу (англ. GSO2). Надалі служив на різних штабних посадах, у тому числі в секції генерального штабу у Воєнному офісі.

### Друга світова війна
Перші часи з початку Другої світової війни майор, а згодом підполковник Р. Гейл служив у штабних структурах британської армії. У грудні 1940 року його призначили командиром 2-го батальйону Королівського Лестерширського полку, частини, яка була створена з резервних компонентів і входила до 46-ї піхотної дивізії. Батальйон ніс службу в Шотландії, де разом з іншими підрозділами дивізії відновлював боєздатність після високих втрат та суворих боїв на території Франції. Літом 1941 року головнокомандувач сухопутними військами в Британії генерал А. Брук запропонував підполковнику Р. Гейлу посаду командира створюваної парашутної частини — 1-ї парашутної бригади.
Наприкінці жовтня 1941 року була сформована 1-ша повітряно-десантна дивізія, до складу якої увійшли 1-ша парашутна бригада Р. Гейла та 1-ша планерна бригада Дж. Гопкинсона. Першим командиром знов створеної десантного з'єднання став генерал-майор Фредерік Браунінг
У лютому 1942 року зі складу парашутної частини бригадира Р. Гейла для проведення спеціальної операції «Байтінг» був виділений 2-й парашутний батальйон майора Дж. Фроста.
Перша успішна бойова операція британських десантників, відбулася на узбережжі Ла-Маншу й носила скоріше диверсійний, ніж класичний бойовий характер. Рота 2-го парашутного батальйону під командуванням майора Джона Фроста в останню ніч зими 1942 року висадилася зі швидкохідних десантних барж на французьке узбережжя, атакувала німецький радарний пост у містечку Брюневаль, у короткій сутичці ліквідувала охорону й вкрала секретне радарне встаткування (усе, що десантники не змогли взяти із собою, було сфотографовано, а потім приведено в непридатність). Виконавши завдання, група Фроста без бою відійшла до берега й переправилася на судна, що очікували, втративши всього двох осіб полоненими — останні (радисти) не зуміли відшукати в темряві дорогу до місця збору.
У квітні 1942 року Р.Гейл отримав призначення до Воєнного офісу Британії, де став заступником директора організаційного департаменту військового органу управління. Згодом він очолив Повітряний департамент — зв'язувальну ланку в системі управління військами між парашутними частинами та командуванням Королівських повітряних сил. На його плечі покладалися складні завдання з організації взаємодії між різними видами та родами військ з метою забезпечення успішного проведення повітряно-десантних операцій.
У травні 1943 року Р. Гейл отримав тимчасове звання майор-генерала й був призначений командиром створеної 6-ї повітряно-десантної дивізії, яка планувалась першою застосовуватися при висадці повітряного десанту в Нормандії. Командиру дивізії довелось докласти максимум зусиль на організації та підготовки свого з'єднання до операції «Тонга», левова доля проблем була пов'язана з тим, що більшість британських десантників у 1943—1944 роках виконувала бойові завдання у Північній Африці та в Італії, де здобула величезний бойовий досвід. Тому, для покриття великих втрат серед парашутистів комдиву доводилось віддавати свої кадри 1-ій повітряно-десантній дивізії.
Незабаром почалося формування нових парашутних частин: до складу дивізії додали 1-й канадський парашутний батальйон та нові 5-ту парашутну бригаду і 6-ту планерну бригади.

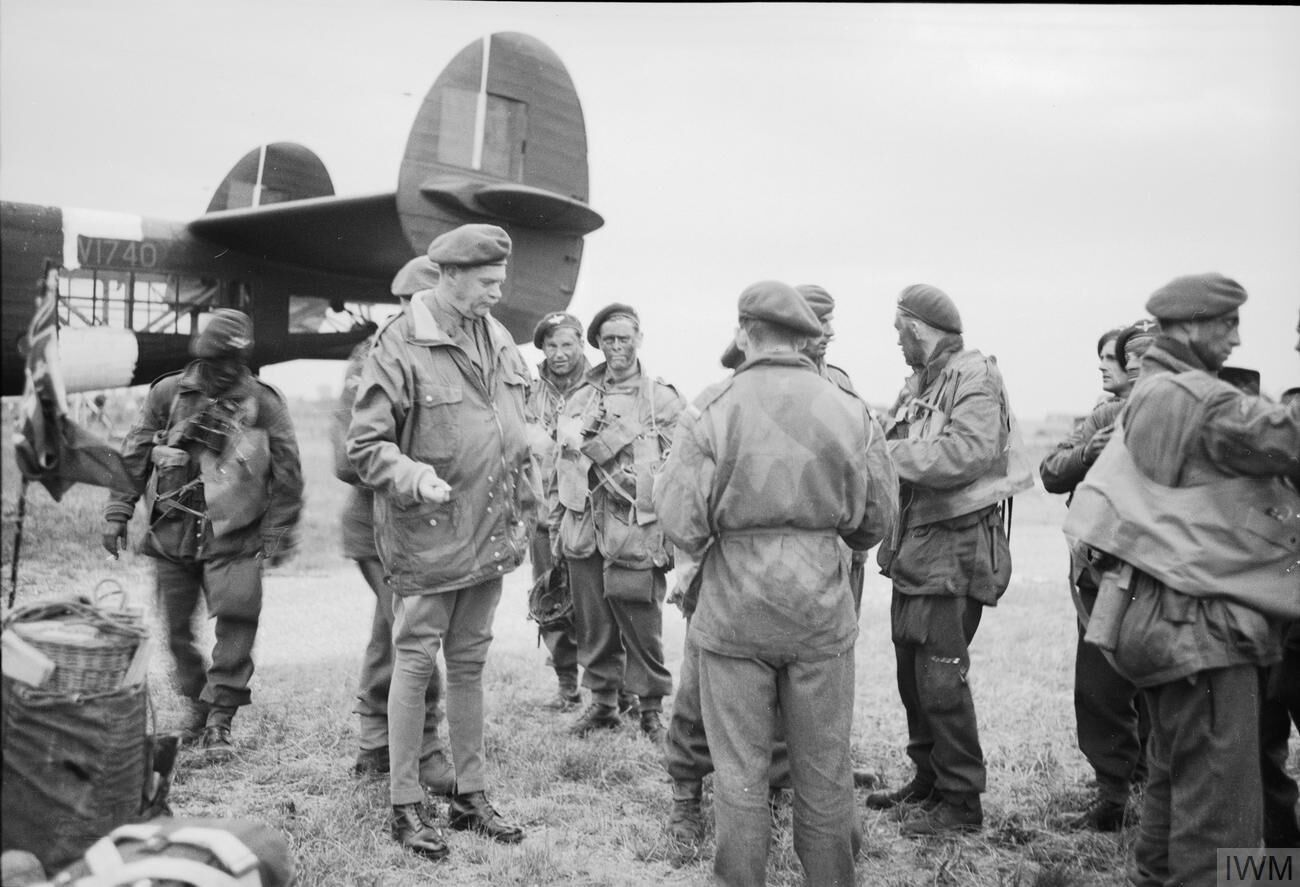
Командир 6-ї повітряно-десантної дивізії генерал-майор Річард Гейл з десантниками дивізії перед десантуванням

Генерал Р. Гейл був одним з небагатьох офіцерів британської армії, хто чітко усвідомлював основні принципи застосування повітряно-десантних військ, знав як правильно й максимально ефективно використати їхні можливості та наполегливо і прискіпливо працював над планом висадки британської повітряно-десантної дивізії на фоні десантної операції в Нормандії. Усі його старання увінчались успіхом з початком вторгнення союзних військ у червні 1944 року. 29 серпня 1944 року за значний внесок у планування повітряно-десантної операції він був відзначений орденом «За видатні заслуги».

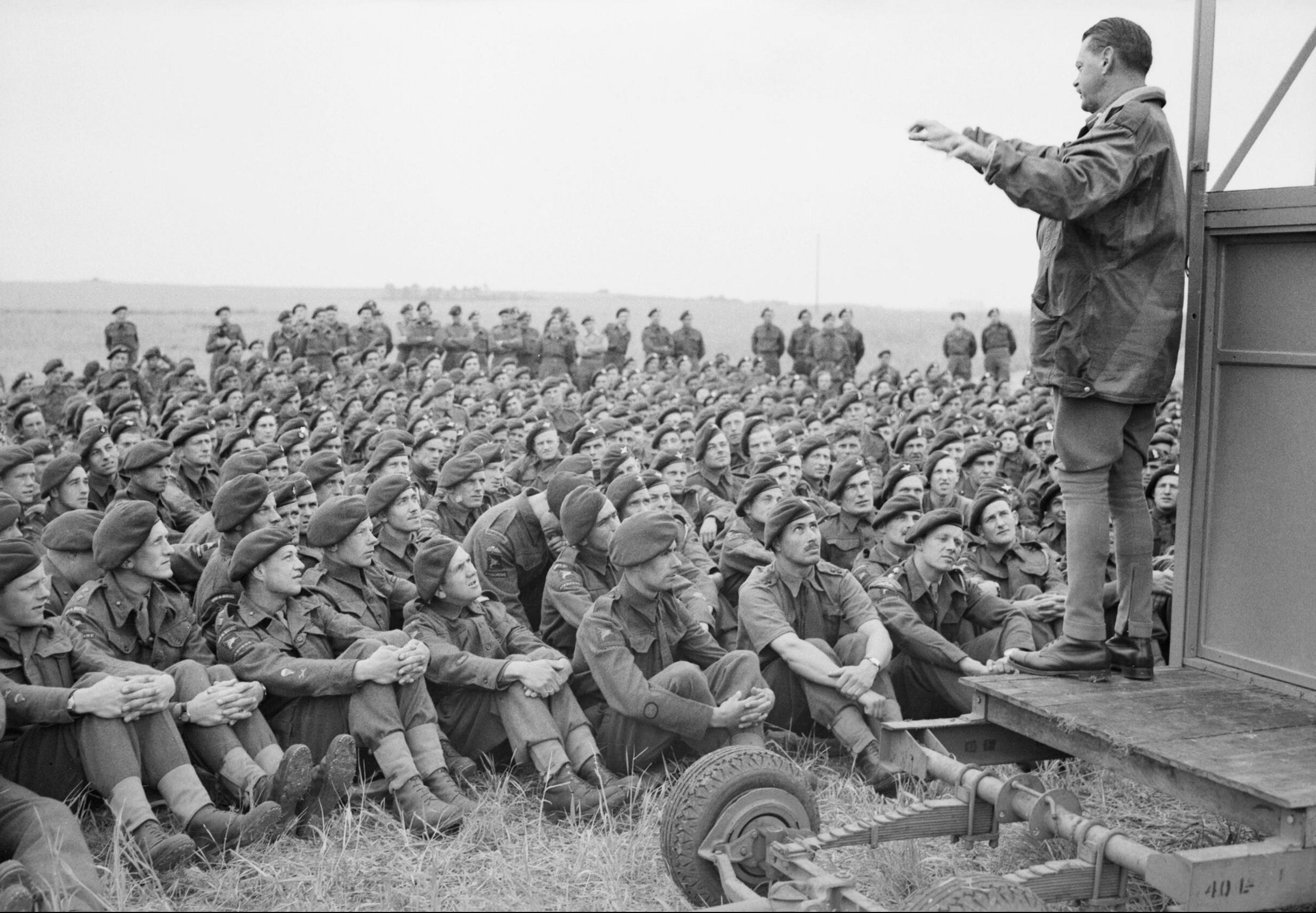
Командир 6-ї британської повітряно-десантної дивізії генерал-майор Річард Нельсон Гейл виступає перед командирами підрозділів. 5 червня 1944 року

Головним завданням операції було сприяння вторгненню основних сил морського десанту на флангах зони висадки. Американський компонент повітряного десанту діяв на правому фланзі в районі плацдарму «Юта», у той час, як британський десант генерала Р. Гейла висаджувався ліворуч у районі плацдарму «Сорд». 13 100 американських десантників та 8 500 британських парашутистів здійснили десантування уночі «Дня Д». Згодом союзники перекинули ще 3937 десантників зі складу планерних частин. Загалом, повітряно-десантними військами союзників було проведено 3 парашутних та 8 посадкових місій.
Основними завданнями, які покладалися на десантників 6-ї дивізії було: з ходу захопити мости біля Бенувіль-Ранвіль; утримувати захоплені вузлові комунікації від контратак противника до підходу основних сил морського десанту; вивести з ладу так звану Мервільську берегову артилерійську батарею противника, що загрожувала плацдарму «Сорд»; знищити 5 мостів через Дів, з метою не допустити підходу резервів противника зі східного напряму.
Першими британськими десантниками, що опівночі 6 червня 1944 року висадились на землю окупованої Франції, стали воїни роти «D» 2-го батальйону Оксфордширсько-бакінгемширського легкого піхотного полку 6-ї планерної бригади, які висадилися за планом операції «Дедстік». Метою висадки цього підрозділу було захоплено надзвичайно важливого мосту через Бенувільський канал, так званий «міст Пегаса». Міст був швидко захоплений і незабаром поблизу приземлилися планерами підрозділи 3-ї та 5-ї парашутних бригад.

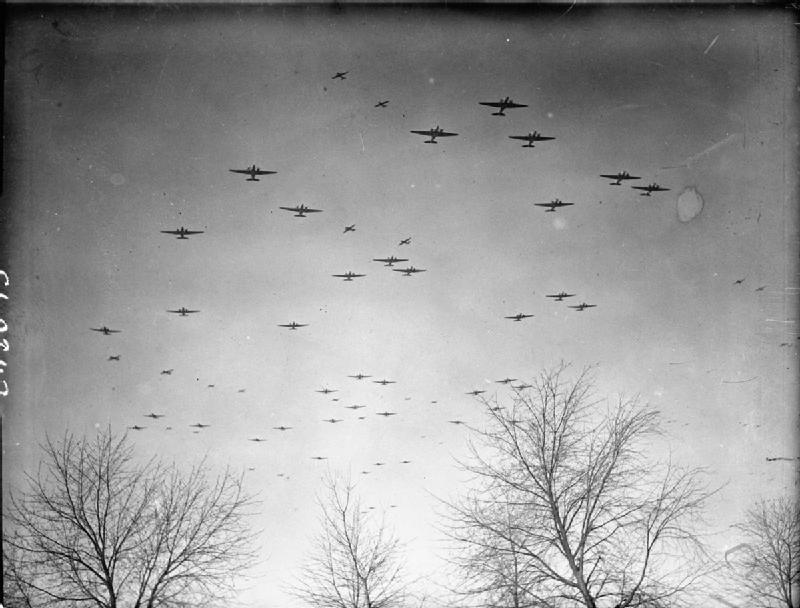
Союзні транспортні літаки «Дакота» з планерами Airspeed Horsa з повітряним десантом прямують для висадки десантників за Рейном. Операція «Версіті». 24 березня 1945

Паралельно британські десантники дивізії Р. Гейла змагалися за німецьку берегову батарею в Мервілі, яку ціною важких втрат нібито вивели з ладу, але врешті-решт німці відновили контроль над нею; бої за позиції артилерійської батареї тривали аж до 17 серпня 1944 року.
Командир 6-ї дивізії генерал-майор Р. Гейл приземлився на світанку планером поблизу своїх військ. У ранкові години на плацдармі «Сорд» почалася висадка морського десанту, і підрозділи 1-ї бригади спеціальної служби, а за нею 3-ї британської піхотної дивізії висадилися на французьку землі та почали наступ у напрямку захоплених десантниками мостів. Ввечері 6 червня британське командування провело операцію «Маллард» з висадки на плацдарм планерами решту 6-ї бригади.
Протягом наступного тижня британські десантники 6-та дивізія у складі I корпусу лейтенант-генерала Дж. Крокера вела безперервні бої в районі Бревіля. Британці чинили запеклий спротив німецьким військам, що намагались прорватись крізь їхні позиції та скинути союзників у море. З другої половини червня німецькі контратаки угамувались і на підмогу першим частинам генерала Р. Гейла підійшло посилення — 1-ша та 4-та бригади спеціальної служби. Разом з британськими командос парашутисти утримували плацдарм та не допускали можливості розгроми англо-американських сил, що закріплювалися на французькій землі.
Бої місцевого значення точилися до середини серпня, коли в результаті вмілого маневру союзники завдали нищівного удару по угрупованню противника й оточили їх у районі Фалеза. Дивізія генерала Р. Гейла отримала наказ розпочати наступ у західному напрямку до річки Сена. Британські десантники розпочали наступальні дії, просуваючись територією Франції та громлячи війська вермахту. За дев'ять діб вони пройшли рейдом 45 миль і завдали поразки німецьким військам, захопивши понад 1 000 вояків противника в полон.
5 вересня 1944 року 6-ту повітряно-десантну дивізію відвели з лінії фронту та повернули на відновлення боєздатності до Британії. За три місяці боїв з'єднання зазнало втратами майже 4 500 офіцерів та солдатів.
17 вересня розпочалась масштабна операцію «Маркет-Гарден», спільна операція десантних та наземних військ союзників із захоплення та утримання стратегічно важливих мостів через головні водні перешкоди в південній частині окупованих німецькими військами Нідерландів, з метою забезпечення подальшого просування своїх військ до Німеччини та в такий спосіб обійти з північного флангу могутні фортифікаційні споруди «лінії Зігфріда». В повітряно-десантній частині операції брала участь 1-ша британська дивізія десантників під командуванням генерала Р. Аркарта.
У грудні 1944 року Р. Гейл передав командування своєї дивізії генералу Е. Болзу та прийняв посаду заступника командувача 1-ї парашутної армії союзників, яку очолював американський генерал-лейтенант Луїс Бреретон.
З нового 1945 року генерал Р. Гейл приступив до планування нової повітряно-десантної операції під кодовою назвою «Версіті», операції спрямованої на підтримку масштабної наземної операції «Пландер» з форсування річки Рейн. 24 березня 1945 року висадкою 16 000 американських та британських десантників 17-ї американської та 6-ї британської дивізій відповідно розпочалась військова операція.
7 січня йому присвоєне постійне звання генерал-майора, та з початку року й до завершення бойових дій в Європі генерал Р. Гейл очолював британський I повітряно-десантний корпус.
У липні його з офіцерами штабу корпусу відрядили до Індії, де вони розпочали планування десантних операцій проти японських окупантів. У підпорядкуванні Р. Гейла виявились підрозділи його колишньої 6-ї десантної дивізії та 44-та Індійська повітряно-десантна дивізія. Командування корпусу планувало висадку повітряних десантів на Далекому Сході, коли капітуляція Японської імперії вплинула на ці плани, які були відповідно скасовані.

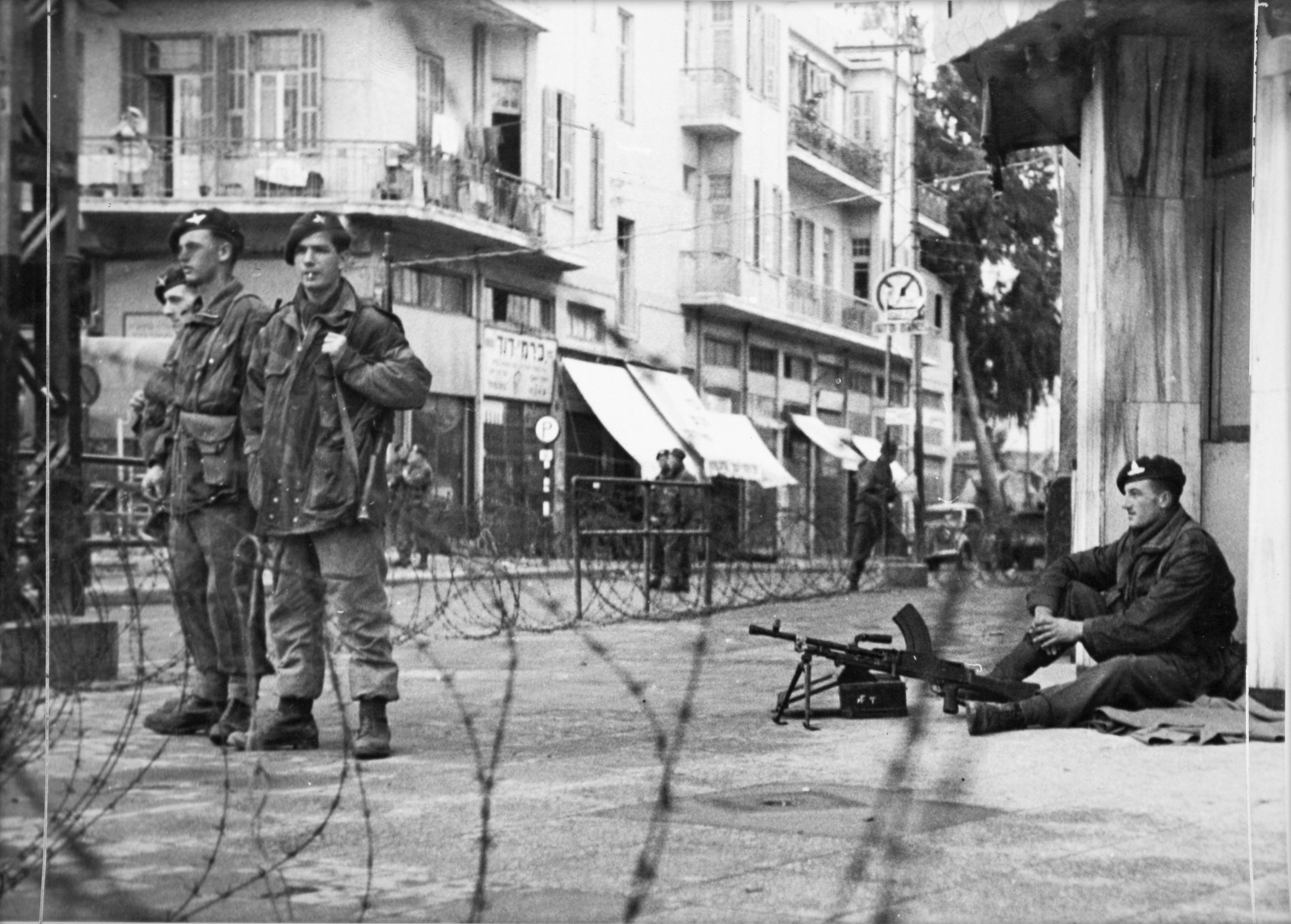
Британські десантники 6-ї повітряно-десантної дивізії несуть службу в комендантську годину в Тель-Авіві. Повстанський рух єврейського населення в Палестині. 1948

### Післявоєнний час
У січні 1946 року генерал Р. Гейл був призначений командиром 1-ї піхотної дивізії, яка перебувала в Єгипті. З березня 1946 року генералу довелось командувати дивізією у складних умовах протидії повстанському руху єврейського населення в Палестині. 1-ша піхотна дивізія входила до складу британських військ у Палестині та Зайорданні генерала Е.Баркера (пізніше лейтенант-генерала Г.Макміллана) й відповідала за північну частину Палестини. 6-та повітряно-десантна дивізія виконувала завдання у південній частині Мандату. 4 грудня 1946 року Р. Гейл був підвищений у званні до лейтенант-генерала британської армії.
У січні 1948 року лейтенант-генерал Р.Гейл здобув посаду командувача Єгипетського командування, а з 1949 року його призначено генеральним директором управління підготовки британської армії.
6 червня 1952 року йому присвоєне звання повного генерала. На початку 1957 року генерал Р. Гейл звільнений у запас, однак вже у вересні 1958 року його закликали назад на військову службу та призначили на заміну заслуженому фельдмаршалу Б.Монтгомері заступником Верховного головнокомандувача союзними військами НАТО в Європі.
У вересні 1960 року Річард Нельсон Гейл остаточно звільнився у відставку, передавши справи британському генералу Г. Стоквеллу.
29 липня 1982 року відставний генерал Річард Нельсон Гейл помер у себе вдома в Кінгстон-апон-Темсі, у віці 86 років.

## Мемуари
- Gale, Richard (1948). With the 6th Airborne Division in Normandy. London (UK): Sampson Low. OCLC 4447265.
- Gale, Richard (1955). Infantry in Modern Battle: Its Organization and Training, (Canadian Army Journal 8, no. 1, 1955: 52-61)
- Gale, Richard (1956). Generalship and the art of Command in this Nuclear Age, (RUSI Journal 101, no. 603, 1956: 376—384)
- Gale, Richard (1968). Call to arms: an autobiography. London (UK): Hutchinson. ISBN 0090864301.